# Detroit Institute of Arts

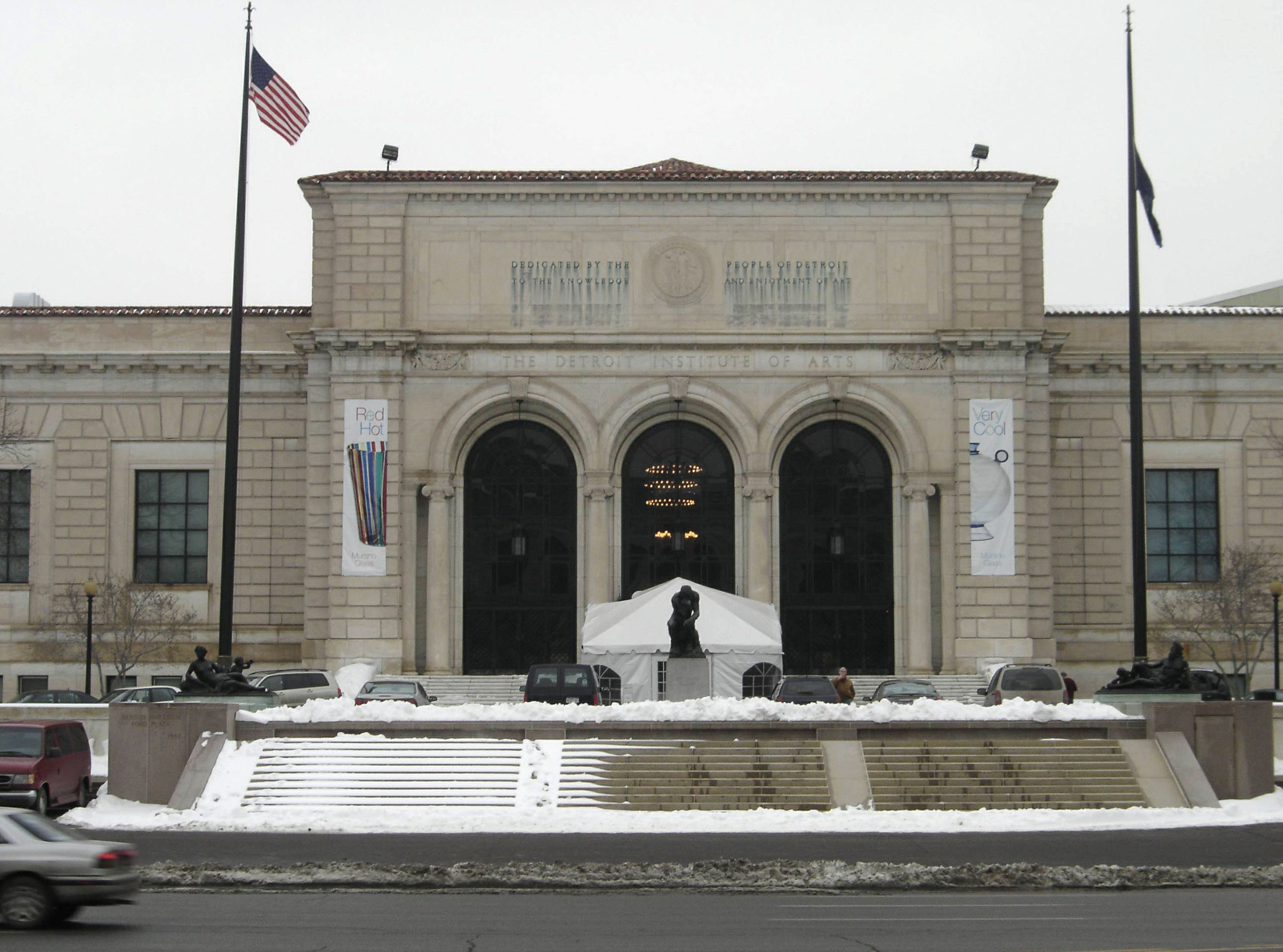
Detroit Institute of Arts

Das Detroit Institute of Arts (DIA) in Detroit, Michigan, ist eines der bedeutendsten Kunstmuseen der Vereinigten Staaten. Es wurde 1885 gegründet. Die Sammlung umfasst mehr als 65.000 Exponate, beginnend mit der Kunst Altägyptens bis zur zeitgenössischen Kunst. Ein Schwerpunkt ist die Kunst- und Kulturgeschichte der USA seit dem 18. Jahrhundert. Das Fresko Detroit Industry in der Mitte des Museums gilt als eines der wichtigsten Werke Diego Riveras. Nach der Beantragung der Insolvenz durch die Stadt Detroit stand auch die Zukunft des Detroit Institute of Arts in Frage. Ein Verkauf der Sammlung konnte abgewendet und das Museum durch eine neue Trägerschaft dauerhaft gesichert werden.

## Geschichte

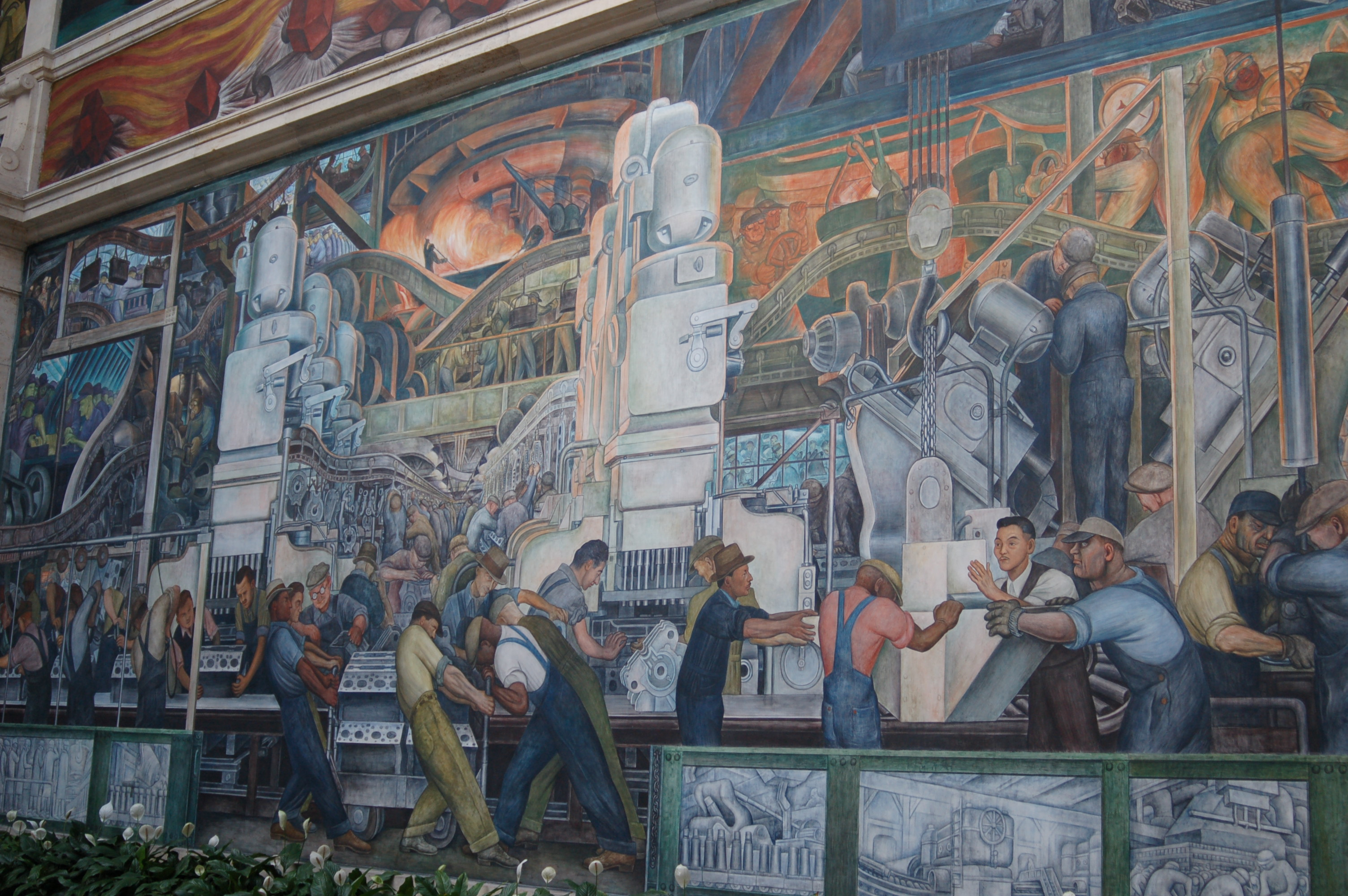
Diego Rivera, Detail der Nordwand des Innenhofes im Detroit Institute of Arts, 1932

Das Detroit Institute of Arts wurde im Jahr 1885 gegründet. Seinen ersten Standort hatte es in der Jefferson Avenue. Da die Sammlung stetig wuchs und der Platz im ersten Museumsgebäude nicht mehr ausreichte, wurde es 1927 in ein größeres Gebäude, das von Paul Cret entworfen worden war, an der Woodward Avenue verlegt. Großen Einfluss auf die Entwicklung der Sammlung hatte William Valentiner, ein aus Berlin stammender Kunsthistoriker, der von 1924 bis 1945 Direktor des Museums war. Aufgrund seiner guten Kontakte nach Europa und der Unterstützung durch zahlreiche Mäzene konnte er die Sammlung erheblich erweitern und wichtige Werke für diese sichern. In seiner Amtszeit wurde Diego Rivera mit der Ausmalung des Innenhofs beauftragt. Zudem erwarb er mit einem Selbstporträt von Vincent van Gogh das erste Werk dieses Malers für ein amerikanisches Museum.
In den 1960er- und 1970er-Jahren wurden zwei neue Gebäudeflügel errichtet. 1999 begann die Renovierung und Erweiterung des Detroit Institute of Arts, die 2007 abgeschlossen wurde. Im Jahr 2000 richtete das Detroit Institute of Arts das General Motors Center for African American Art ein, um diesen Bereich der Sammlung zu stärken.
Im Dezember 2010 ließ das Detroit Institute of Arts die Culbertson Guidon versteigern, um die Sammlungserweiterung finanzieren zu können. Der Stander, 69 × 83 cm groß, wurde von General Custers Kavallerieeinheit in der am 25. Juni 1876 verlorenen Schlacht am Little Bighorn gegen die Lakota und Cheyenne geführt. Die Auktion wurde durch Sotheby’s durchgeführt. Der geschätzte Preis von zwei bis fünf Millionen Dollar wurde mit einem Erlös von 1,9 Millionen (mit Aufpreis 2,2 Millionen) Dollar nur knapp erreicht. Die Flagge war 1890 für 54 Dollar erworben worden, entsprach aber bereits seit Längerem nicht mehr der Sammlungsausrichtung und wurde nicht ausgestellt.
Im August 2012 stimmten die Bürger der drei Countys der Großstadtregion dafür, dass für die nächsten zehn Jahre die Besitzer von Grundstücken mit einem Marktwert von 200.000 US-Dollar und mehr jährlich 20 Dollar zusätzlich zahlen sollen. Der Ertrag aus dieser Steuer soll dem Museum zugutekommen. Die Bürger der Verwaltungsbezirke Wayne County (Michigan), Oakland County und Macomb County, aus denen bisher 80 % der Besucher kamen, erhalten im Gegenzug freien Eintritt in das Museum.
Nachdem die Stadt Detroit im Juli 2013 Insolvenz beantragen musste, ließ der vom Bundesstaat eingesetzte Zwangsverwalter Kevyn Orr die DIA-Sammlung vom Auktionshaus Christie’s schätzen. Laut der Schätzung könnte die Sammlung im besten Fall 900 Millionen Dollar zur Senkung der Verschuldung von 20 Milliarden Dollar Schulden von Detroit beitragen. Dieses Vorgehen stieß jedoch auf große nationale und internationale Kritik. Dennoch verfolgte Orr die Vorbereitungen weiter. Im Januar 2014 gaben neun Stiftungen, unter ihnen die Ford Foundation, 330 Millionen Dollar zur Rettung des Museums aufbringen zu wollen. Diese sollen durch weitere private Förderer auf 500 Millionen aufgestockt werden. Das Museum soll in eine gemeinnützige Organisation überführt und damit vor dem Zugriff des Insolvenzverwalters geschützt werden. Die Stiftungen sichern im Gegenzug einen Teil des unterfinanzierten Pensionsfonds der Stadt ab, wie Alberto Ibargüen von der Knight Foundation bekannt gab.
Im Laufe des Jahres 2014 stieg die Gesamtsumme, die von Stiftungen, Spendern und aus öffentlichen Mitteln des Bundesstaates aufgebracht wurden, auf 816 Millionen USD. Die Rentner des öffentlichen Dienstes der Stadt verzichteten mit gewaltiger Mehrheit auf 4,5 % ihrer Ansprüche. Dank dieser Leistungen konnte das Museum aus der Insolvenzmasse herausgelöst und in eine selbständige Stiftung übertragen werden. Gebäude und Sammlung unterliegen seit dem 7. November 2014 nicht mehr der Zwangsvollstreckung. Durch die Leistungen der Stiftungen und anderen Spender musste der Plan zurückgestellt werden, ein Stiftungsvermögen des DIA aufzubauen. Die Pläne sehen mittelfristig 400 Millionen USD vor, ein konkreter Zeitplan bestand zum Zeitpunkt der Auslagerung aus dem Stadthaushalt noch nicht.

## Gebäude
Das Gebäude wurde im Stil des Neoklassizismus mit weißem Marmor zwischen 1923 und 1927 errichtet. Im Jahr 1966 wurde der Süd-, 1971 der Nordflügel ergänzt. Deren Architekt war Gunnar Birkerts. Das Gebäude ist 658.000 Quadratmeter groß und umfasst mehr als 100 Galerien, in denen die Kunstwerke präsentiert werden. Zum Gebäude gehören zudem zwei Hörsäle, die 1150 und 380 Zuhörern Platz bieten, und eine Kunstbibliothek. Für die Restaurierungsarbeiten verfügt das Museum über ein eigenes Labor.
Gegenüber dem Detroit Institute of Arts liegt die Detroit Public Library, die ebenfalls aus weißem Marmor und im neoklassizistischen Stil erbaut wurde.

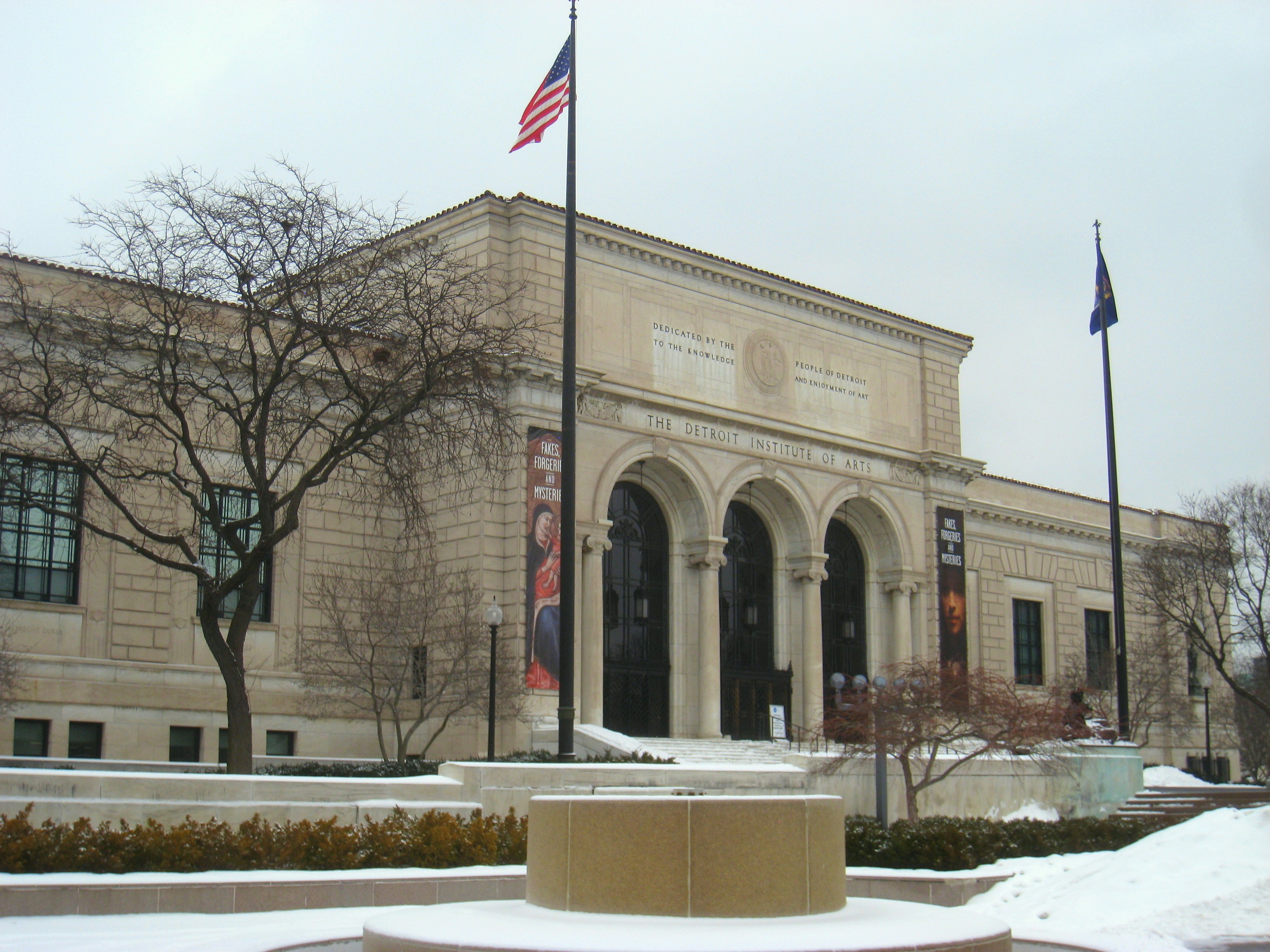
Frontansicht des Museums
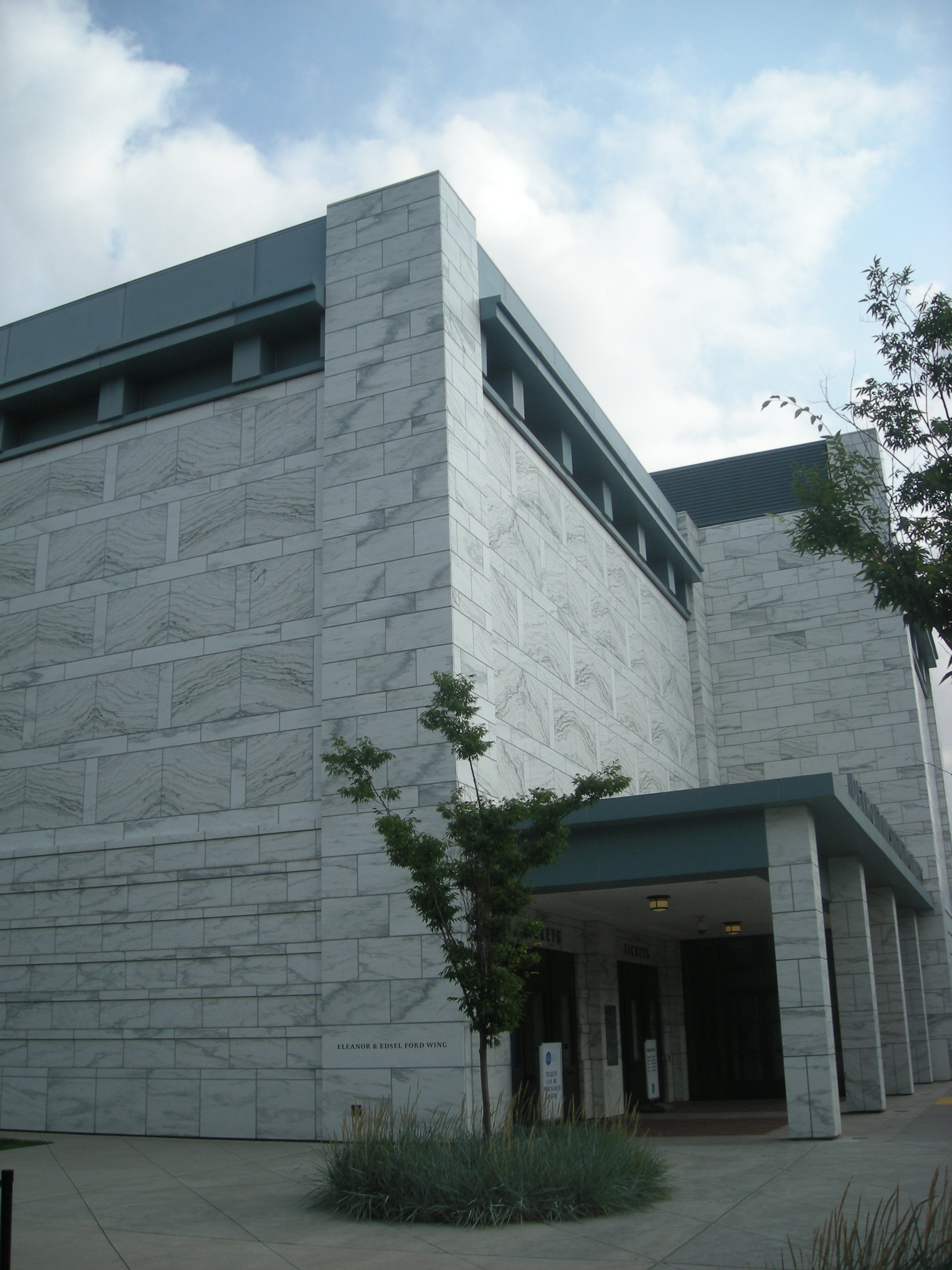
Südflügel des Museums
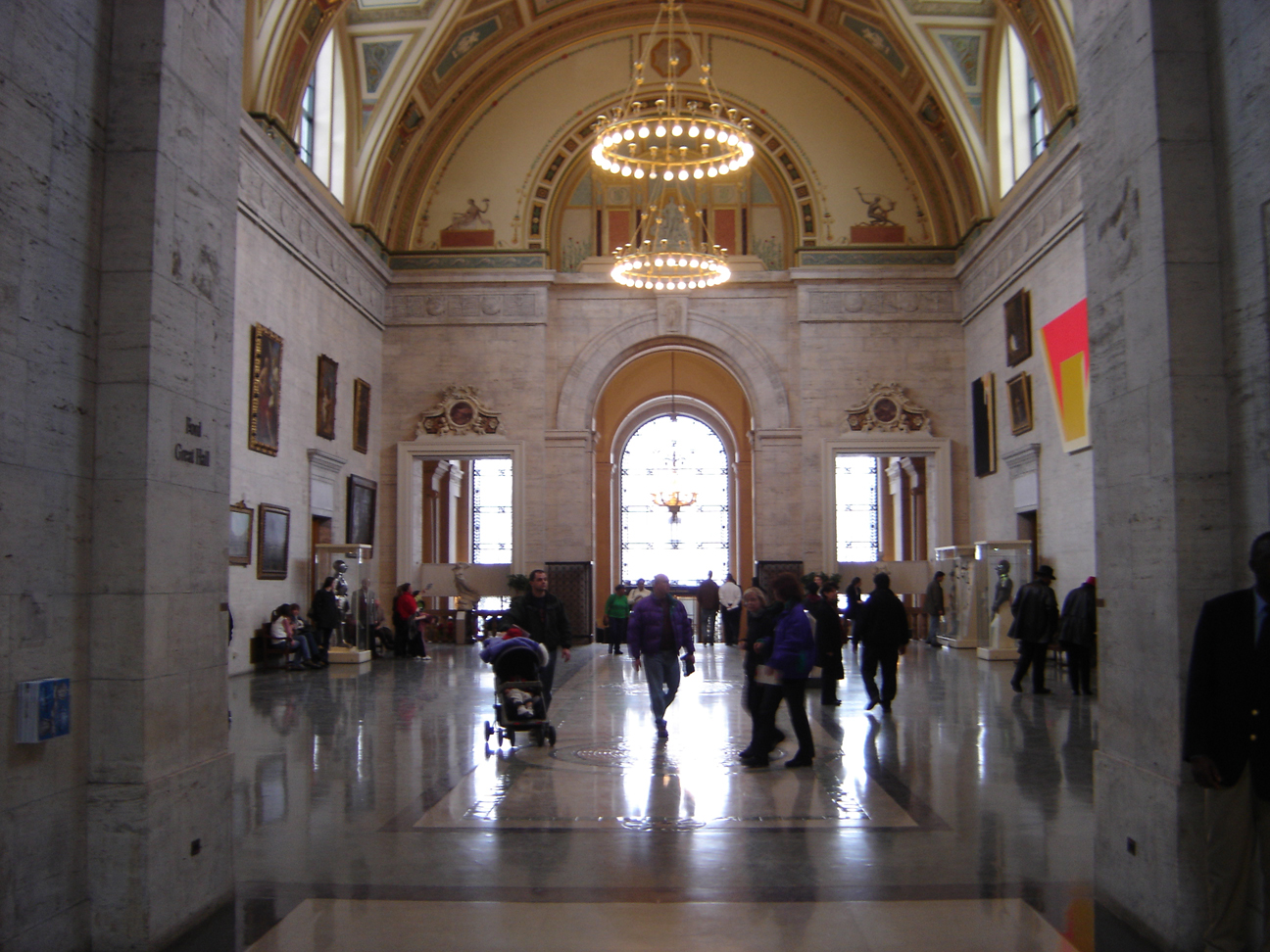
Haupthalle des Museums
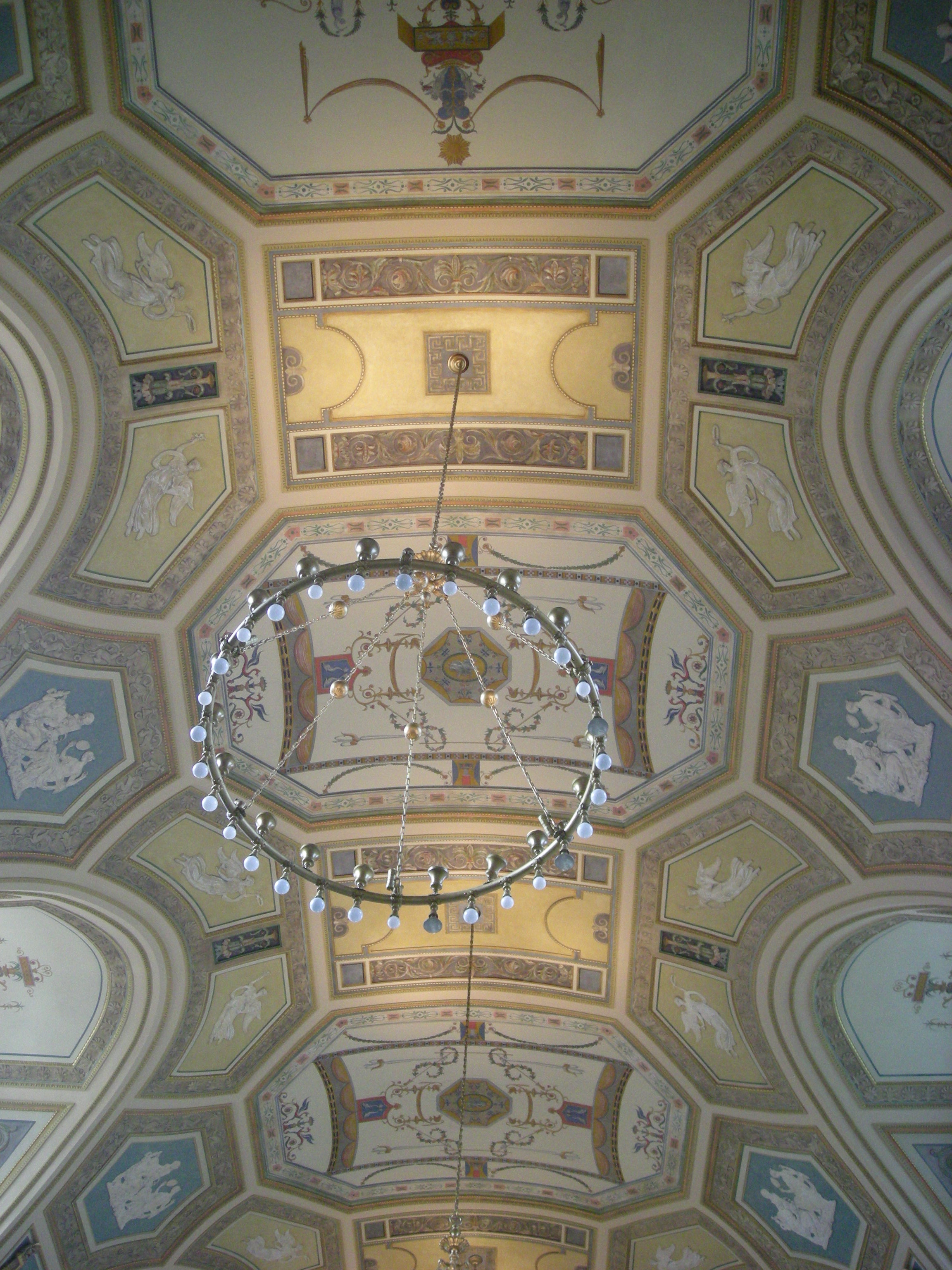
Decke der Haupthalle
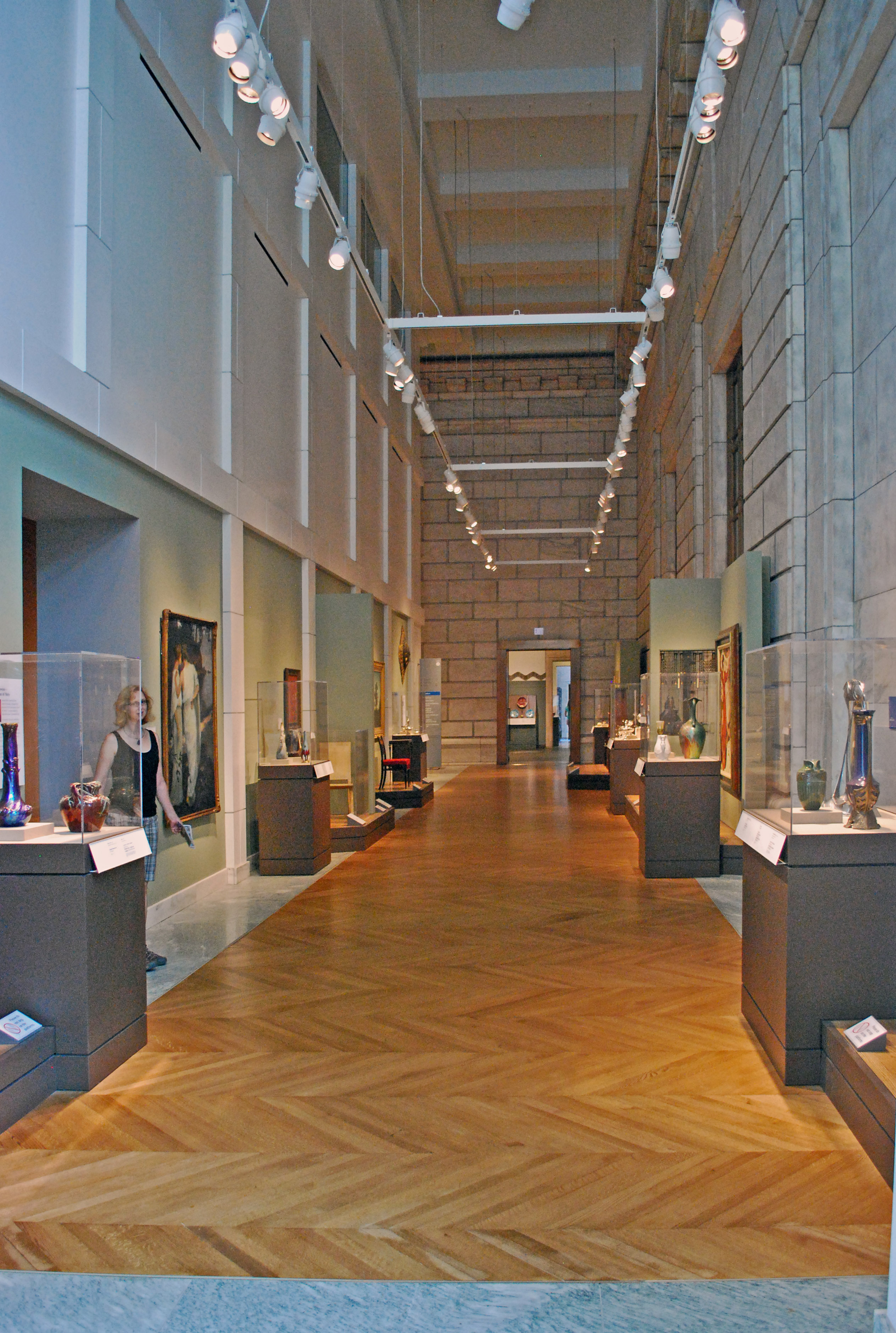
Ausstellungsraum

## Sammlung
Die Sammlung umfasst Amerikanische, Europäische, Moderne und Zeitgenössische Kunst. Weiterhin besitzt das Museum eine graphische Sammlung. Auch Afrikanische, Asiatische, Indianische, Ozeanische und Islamische Kunst, sowie Antiken gehören zur Kollektion des DIA. Zentrales Werk der Sammlung ist Diego Riveras Wandbild Detroit Industry, das den zentralen Innenhof schmückt. Es erstreckt sich über 434 Quadratmeter und gilt als eines seiner bedeutendsten Wandbildprojekte. In der zentralen Eingangshalle wird die Waffensammlung von William Randolph Hearst gezeigt.

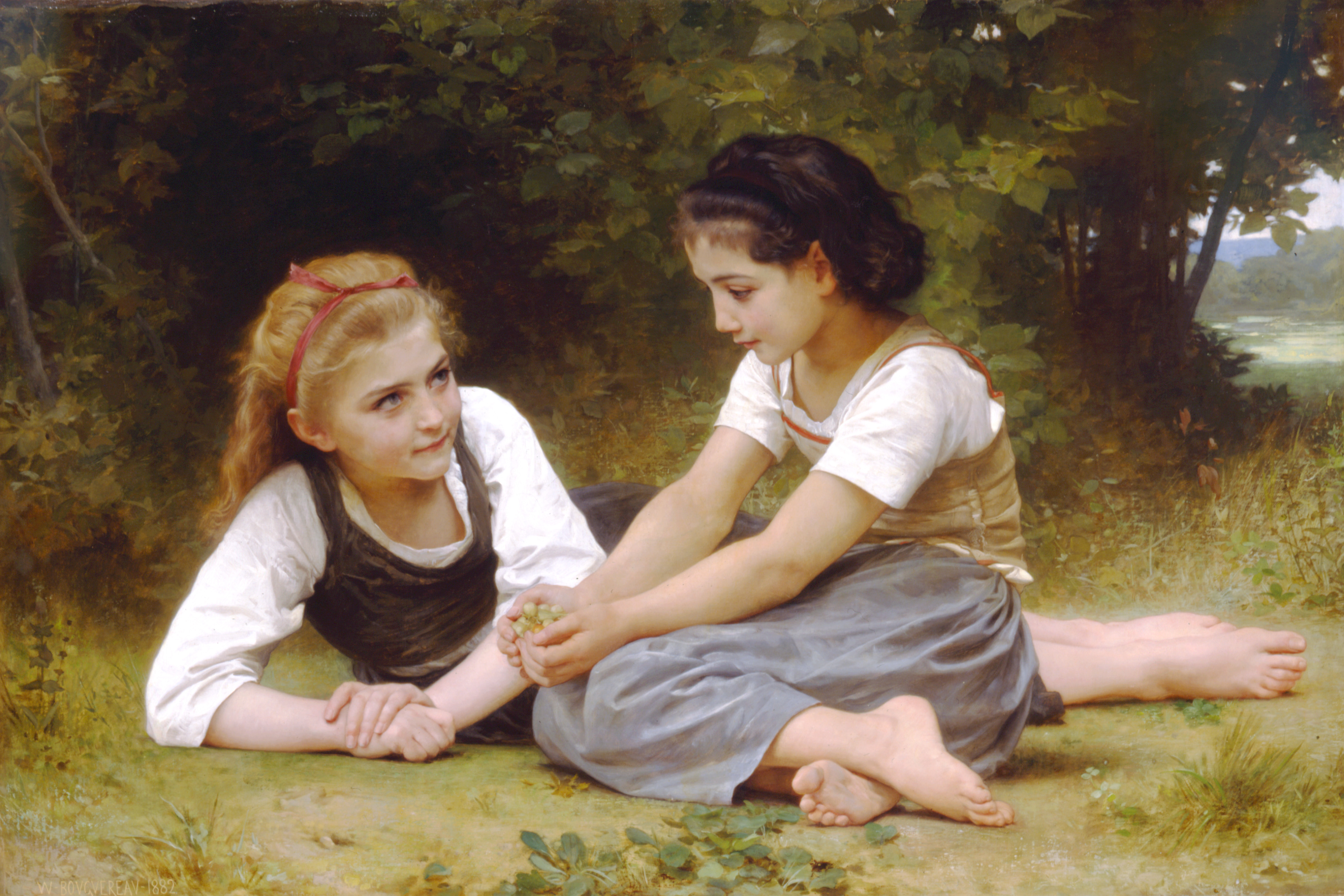
William-Adolphe Bouguereau, Die Nuss-Sammler, 1882

Ein Schwerpunkt der Sammlung liegt auf der amerikanischen Malerei, Skulptur und dem Kunstgewerbe seit dem 18. Jahrhundert. Diese Bestände gehören zu den wichtigsten in den USA. Zu den vertretenen Künstlern gehören unter anderem John James Audubon, George Bellows, George Caleb Bingham, Alexander Calder, Mary Cassatt, Frederic Edwin Church, Thomas Cole, John Singleton Copley, Leon Dabo, Thomas Wilmer Dewing, Thomas Eakins, Childe Hassam, Robert Henri, Winslow Homer, George Inness, Georgia O’Keeffe, Charles Willson Peale, Rembrandt Peale, Frederic Remington, Augustus Saint-Gaudens, John Singer Sargent, John French Sloan, Marylyn Dintenfass, Gilbert Stuart, Yves Tanguy, Henry Ossawa Tanner, Louis Comfort Tiffany, Andy Warhol, William T. Williams, Andrew Wyeth und James McNeill Whistler.
Die Sammlung europäischer Kunst umfasst Werke vom 15. Jahrhundert bis zur Gegenwart. Unter anderem besitzt das Detroit Institute of Arts eine Madonna mit Kind von Giovanni Bellini, den Hochzeitstanz von Pieter Brueghel der Ältere und St. Jerome in seiner Studierstube von Jan van Eyck. Daneben verfügt das Museum auch über Werke Benozzo Gozzolis, Albrecht Dürers, Lucas Cranach des Älteren und Hans Holbein des Jüngeren. Vertreter des Barock sind etwa Gerard ter Borch, Diego Velázquez, Peter Paul Rubens, und Rembrandt van Rijn. Vertreter der französischen Kunst des ausgehenden 18. und 19. Jahrhunderts sind unter anderem Jean-Baptiste Carpeaux und François Rude. Die französische Moderne ist unter anderem mit Claude Monet, Odilon Redon, Eugène Boudin, Edgar Degas, Paul Cézanne, Eugène Delacroix und Auguste Rodin vertreten. Ein Abguss des Denkers von Rodin ist vor dem Hauptportal des Museumsgebäudes aufgestellt. Ein Selbstporträt von Vincent van Gogh und Das Fenster von Henri Matisse wurden 1922 erworben und waren die ersten Werke dieser beiden Künstler in amerikanischen Museen. Werke der deutschen Expressionisten wie Heinrich Campendonk, Franz Marc, Karl Schmidt-Rottluff, Max Beckmann, Karl Hofer, Emil Nolde, Lovis Corinth, Ernst Barlach, Wilhelm Lehmbruck, Erich Heckel, Ernst Ludwig Kirchner, Paula Modersohn-Becker, und Max Pechstein wurden bereits früh vom Detroit Institute of Arts erworben. Daneben sind auch weitere Expressionisten wie Oskar Kokoschka, Wassily Kandinsky, Chaim Soutine und Edvard Munch in der Sammlung vertreten.
In der Antikensammlung befinden sich unter anderem ein Drachenrelief vom Ischtar-Tor in Babylon und ein ägyptisches Relief einer trauernden Frau. Außerdem wird auch eine Sammlung verschiedener Puppen von Handpuppen, Schattenpuppen und Marionetten gezeigt.
Zur Sammlung gehört außerdem die Gothic Chapel, eine gotische Kapelle, die 1927 aus Herbéviller in Frankreich in das Museum transloziert wurde.

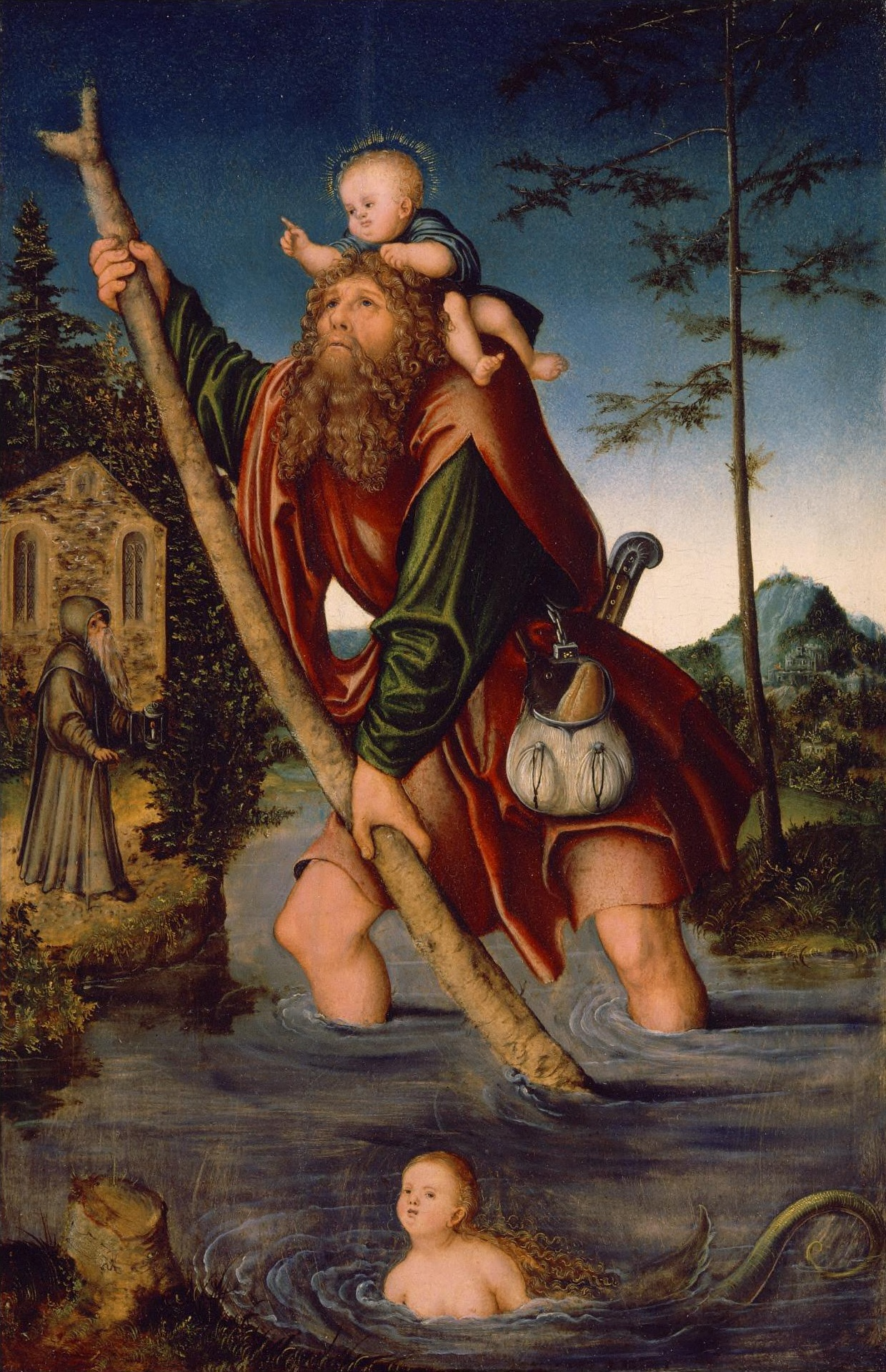
Lucas Cranach der Ältere, St. Christopher, 1518–20
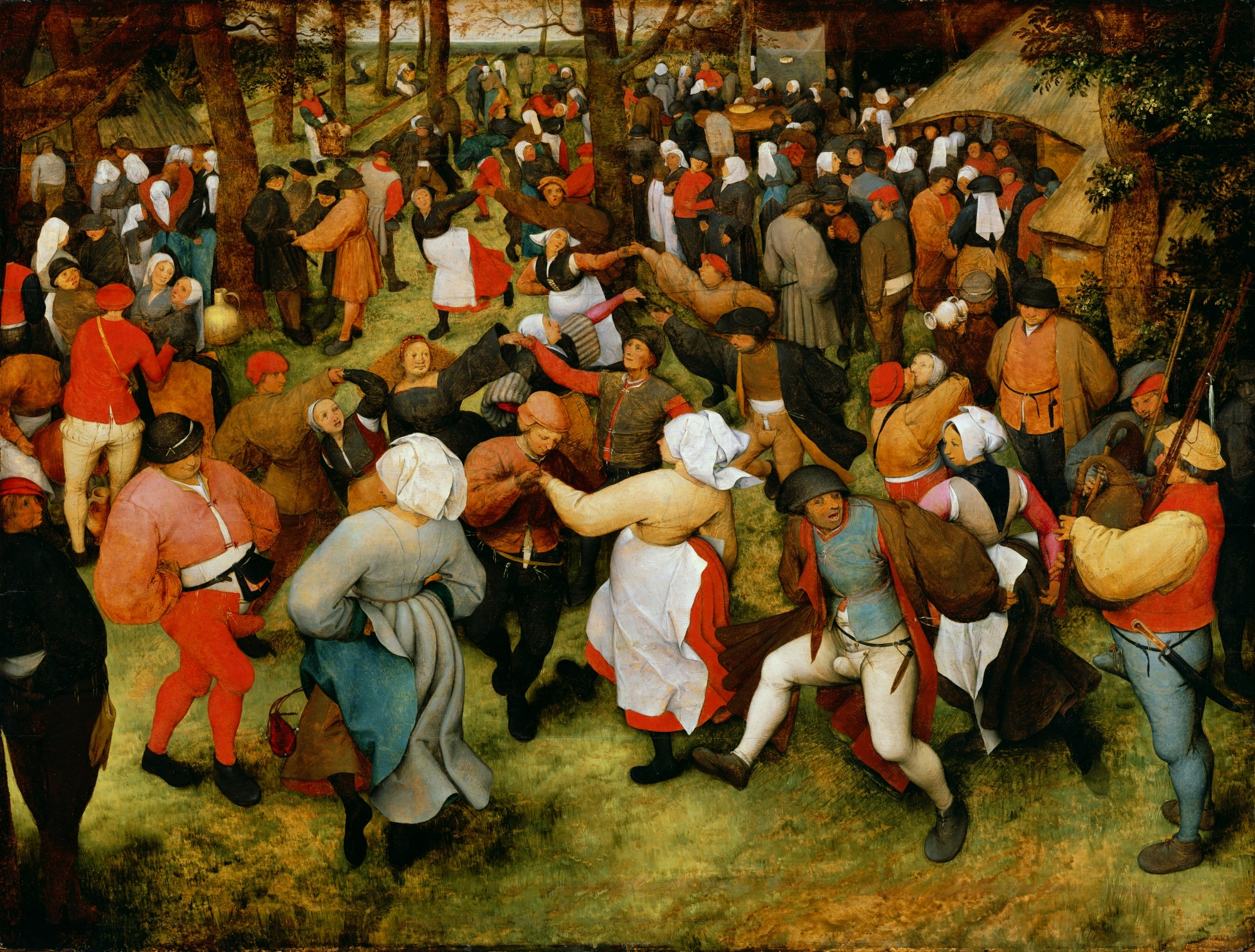
Pieter Brueghel der Ältere, Der Hochzeitstanz, 1566
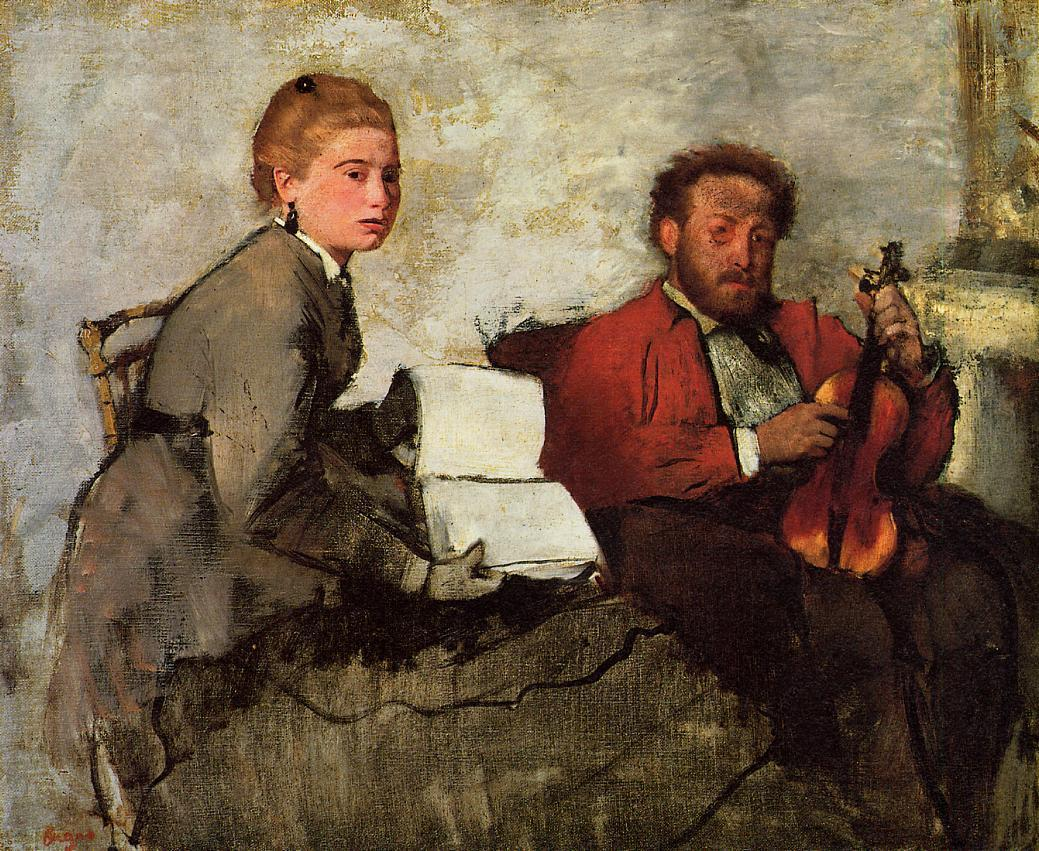
Edgar Degas, Violinist und junge Frau, 1870–72
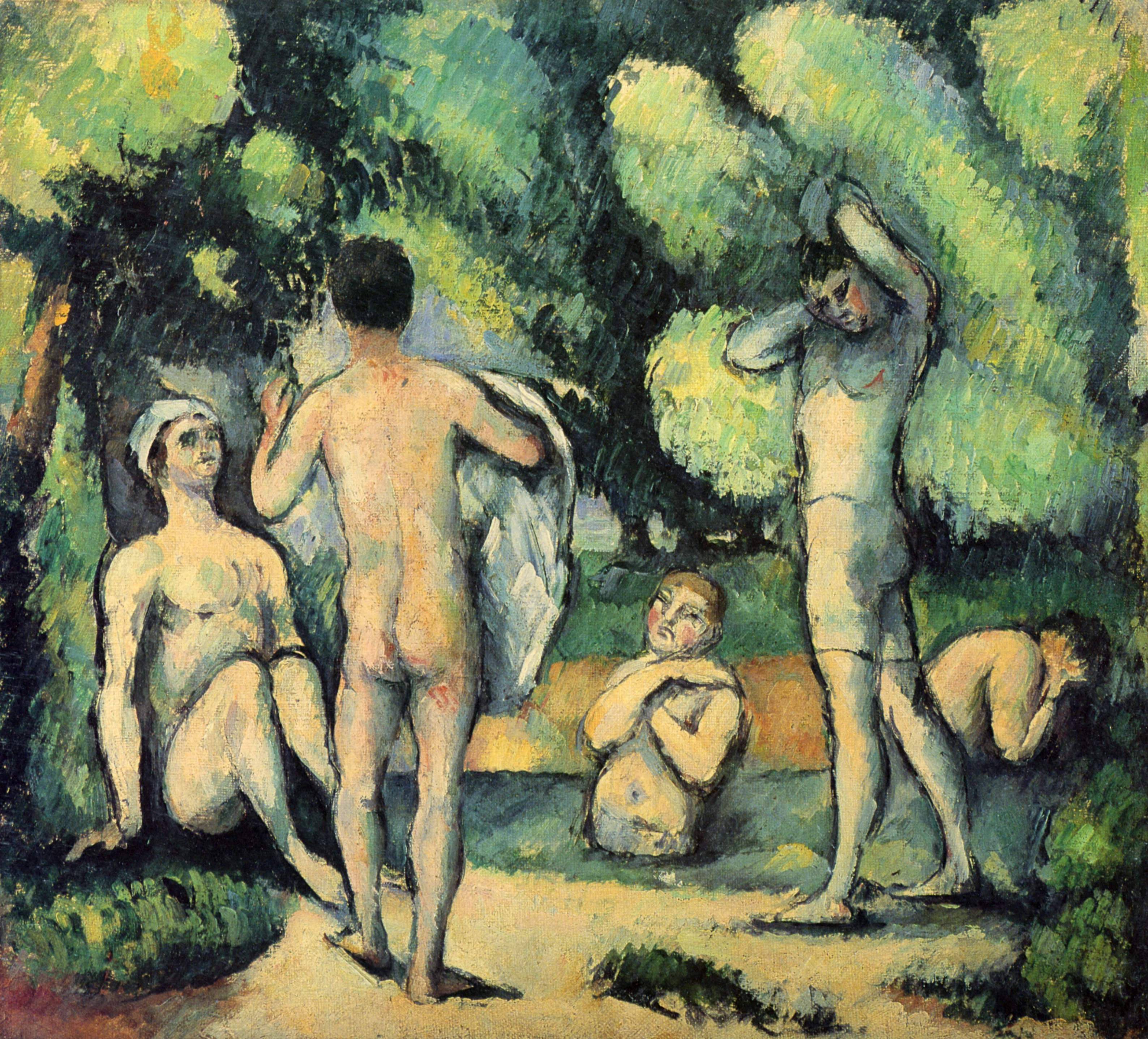
Paul Cézanne, Badende, 1879
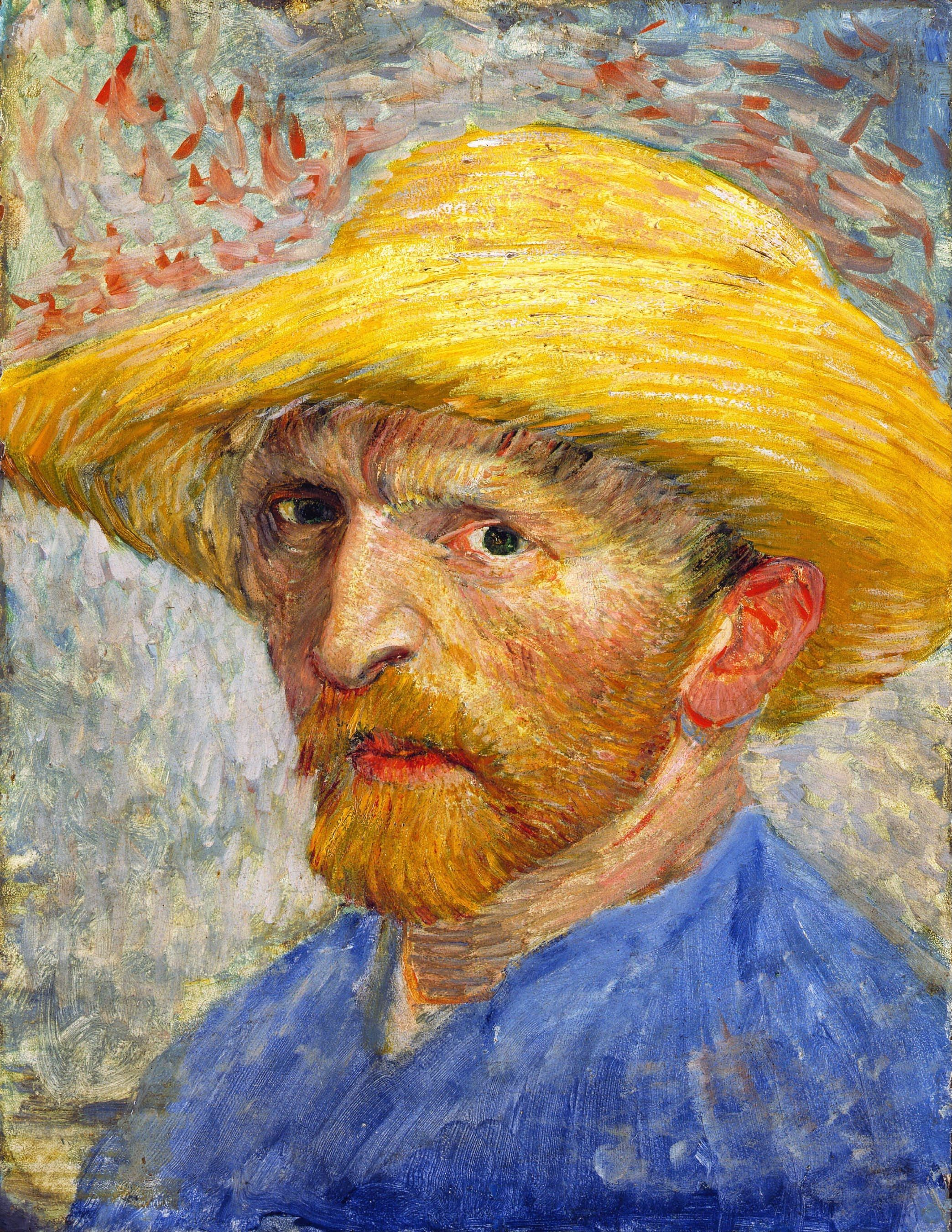
Vincent van Gogh, Selbstporträt, 1887
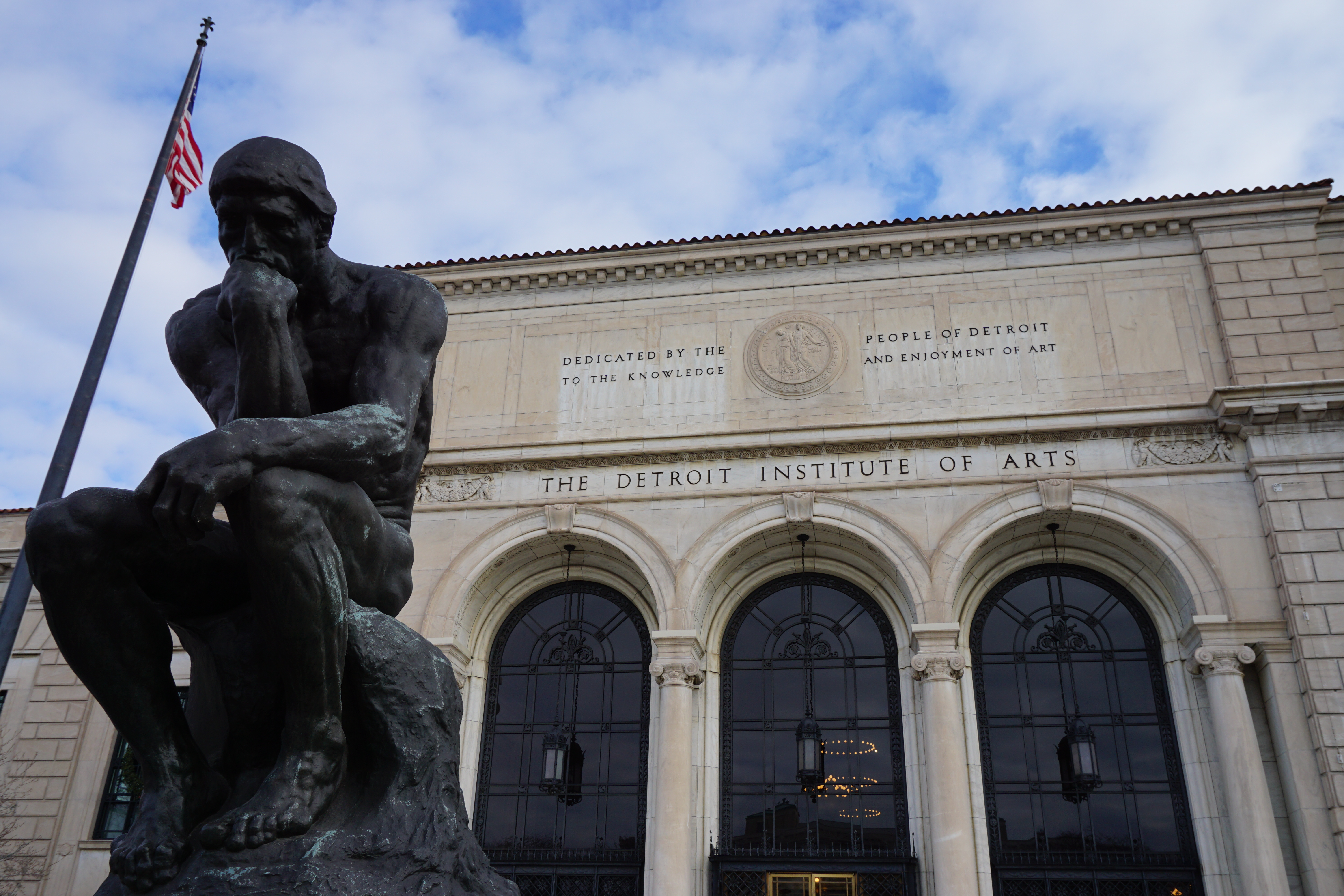
Auguste Rodin, Der Denker, 1880–82